# Хавиер Ибанес Диас
Хавиер Ибанес Диас е български боксьор от кубински произход.
През 2014 г. става шампион на Куба за младежи в категория до 56 кг, а през същата година печели и Световното първенство за младежи в тази категория, провело се в София, България. През 2016 г. става шампион на Куба в същата категория и печели сребърен медал на панамериканското първенство в Тегусигалпа, като не се явява на финала поради контузия. На Световното първенство в Хамбург през 2017 г. губи рано от вицешампиона Дюк Раган.
През 2018 г. започва да се състезава за България и участва в Световното първенство в Белград през 2021 г. На Европейското първенство в Ереван през 2022 г. печели бронзов медал. На Европейското първенство в Белград през 2024 г. печели сребърен медал.
Ибанес участва на Олимпийските игри в Париж през 2024 г., печелейки бронзов медал за страната на 8 август в категория до 57 кг.

## Успехи
Олимпийски игри
- Париж 2024 до 57 кг

Европейски първенства
- Белград 2024 до 57 кг
- Ереван 2022 до 57 кг

Европейски игри
- Краков 2023 до 57 кг

Младежки олимпийски игри
- Нанкин 2014 до 56 кг

Младежки световни първенства
- София 2014 до 56 кг